# 馬場一彦
馬場 一彦（ばば かずひこ、1970年（昭和45年）4月23日 - ）は、日本の政治家。東京都東久留米市長（1期）、東久留米市議会議員（3期）を務めた。

## 来歴
東京都東久留米市生まれ。東久留米市立第五小学校、東久留米市立南中学校、東京都立保谷高等学校、日本大学経済学部卒業。
1999年4月、東久留米市議会議員選挙に出馬し、初当選。以後3期連続で当選し、2009年まで10年間務める。
2009年12月、東久留米市議を3期目の任期途中で辞職。同月の東久留米市長選挙に民主党、社民党、国民新党の推薦を受けて無所属で出馬し、自由民主党、公明党の推薦を受けて無所属で出馬した前東久留米市議の並木克巳を破り、当選した。2010年1月20日、東久留米市長に就任。
東久留米市長就任後、市長選挙における公約や、市議時代は批判的だった野崎重弥前市長の政策を継承したため、市議会から批判を受け、2012年の東久留米市議会の第1回定例会（2012年3月）、第2回定例会（同年6月）、第3回定例会（同年9月）、第4回定例会（同年12月）のすべての定例会において、決議案「東久留米市長馬場一彦君に対する辞職勧告決議」が可決された。また同年度の一般会計予算が市議会で4度にわたり否決されたため、年末の12月28日に専決処分を行った。
2013年12月の東久留米市長選挙には、「市政の停滞を避けるため苦渋の決断」を理由に不出馬を表明。この選挙では前回の選挙戦で争った並木克巳が当選した。